# Vipera
Vipera je rod jedovatých zmijí. Tyto zmije jsou široce rozšířeny, nacházejí se od Severní Afriky po Severní polární kruh, od Britských ostrovů po východní Asii. Název je patrně odvozen z latinských slov vivus a pario znamenajících „živý“ a „narodit“ nebo „zrodit“; nejspíše jako odkaz na fakt, že většina zmijí rodí živá mláďata. V současné chvíli je známo 23 druhů.

## Popis
Zástupci rodu jsou většinou malého vzrůstu a mají spíše zavalitější stavbu těla. Hlava je viditelně oddělena od krku a má trojúhelníkový tvar a u většiny druhů je pokryta malými šupinami, ačkoli některé druhy mají menší počet malých plátů na vrcholu hlavy. Hřbetní šupiny jsou na dotek hrubé, šupiny v blízkosti kloaky jsou rozděleny v párech.

## Výskyt
Rod Vipera se vyskytuje pouze v tzv. „Starém světě“ (Evropa, Afrika, Asie), někdy se jim tedy říká zmije Starého světa. Zástupci rodu žijí ve Velké Británii a téměř všude po kontinentální Evropě, dále na některých menších ostrovech ve Středozemním moři (Elba, Montecristo, Sicílie) a Egejském moři, v severní Africe v Maroku, Alžírsku a Tunisu. Výskyt byl potvrzen také na Severním polárním kruhu a východně přes severní Asii na Sachalin a v Severní Koreji.

## Přirozené prostředí
Většina druhů upřednostňuje chladnější prostředí. Zmije nalezeny v nižších zeměpisných šířkách mají tendenci upřednostňovat vyšší nadmořské výšky a sušší skalnatá útočiště, zatímco zmije, které se vyskytují v severních zeměpisných šířkách, upřednostňují nižší nadmořské výšky a prostředí s bujnou vegetací a vyšší vlhkostí.

## Chování
Všechny druhy rodu jsou pozemní hadi. Všechny se živí bezobratlými a menšími obratlovci (savci, plazi, ptáci).

## Reprodukce
Všechny zmije rodu rodí živá mláďata, u některých se nicméně uvádí tzv. vejcoživorodost.

## Jed
Většina druhů rodu Vipera má jed, jenž obsahuje neurotoxiny a především hemotoxiny, které rozkládají krev a cévní stěny. Dopady uštknutí se u jednotlivých druhů liší. Různé zdroje udávají různou účinnost jedu a je proto obtížné porovnat kupříkladu hodnotu LD50. Kupříkladu zmije obecná má poměrně toxický jed, ale při uštknutí ho vystříkne pouze malé množství. Jiné druhy, jako je zmije růžkatá, jsou schopny při uštknutí vystříknout více jedu s možnými devastujícími účinky. Nicméně uštknutí od druhů rodu Vipera je zřídkakdy tak nebezpečné jako uštknutí od větších zástupců rodů Macrovipera nebo Daboia.

## Druhy
| Druh             | Objevitel                            | Poddruhy* | Český název       | Výskyt |
| ---------------- | ------------------------------------ | --------- | ----------------- | --- |
| V. albicornuta   | Nilson & Andrén, 1985                | 0         | zmije arménská    | Zanjan – údolí a blízké hory v severozápadním Íránu. |
| V. albizona      | Nilson, Andrén & Flärdh, 1990        | 0         |                   | Centrální Turecko. |
| V. ammodytes     | (Linnaeus, 1758)                     | 4         | zmije růžkatá     | Sever-Východ Itálie, jižní Slovensko, západní Maďarsko, Slovinsko, Chorvatsko, Bosna a Hercegovina, Srbsko, Černá Hora, Albánie, Severní Makedonie, Řecko a další.                                             |
| V. aspisT        | (Linnaeus, 1758)                     | 4         | zmije skvrnitá    | Francie, Andorra, severovýchodní Španělsko, okraj jihozápadního Německa, Švýcarsko, Monako, ostrov Elba a Montecristo, Sicílie, Itálie, San Marino a severozápadní Slovinsko.                                  |
| V. barani        | Böhme & Joger, 1984                  | 0         | zmije anatolská   | Severozápadní Turecko. |
| V. berus         | (Linnaeus, 1758)                     | 2         | zmije obecná      | Od západní Evropy (Spojené království, Skandinávie, Francie) přes střední Evropu (Itálie, Albánie, Bulharsko a severní Řecko) a východní Evropu na sever Severního polárního kruhu, a Rusko až po Tichý oceán. |
| V. bornmuelleri  | Werner, 1898                         | 0         | zmije libanonská  | Golanské výšiny, jižní Libanon a Sýrie. |
| V. bulgardaghica | Nilson & Andrén, 1985                | 0         | zmije turecká     | středojižní Malá Asie, Turecko. |
| V. darevskii     | Vedmederja, Orlov & Tuniyev, 1986    | 0         | zmije Darevského  | Arménie a přiléhající oblasti Gruzie. |
| V. dinniki       | Nikolsky, 1913                       | 0         | zmije gruzínská   | Rusko – (Kavkaz) a Gruzie (vysoké hory okolo řeky Inguri), východní Ázerbájdžán. |
| V. kaznakovi     | Nikolsky, 1909                       | 0         | zmije kavkazská   | Severovýchodní Turecko, Gruzie a Rusko (východní pobřeží Černého moře). |
| V. latastei      | Bosca, 1878                          | 1         | zmije Latasteova  | Úplný jihozápad Evropy (Portugalsko a Španělsko) a severozápad Afriky (Středomoří, oblast Maroka, Alžír a Tunis).                                                                                              |
| V. latifii       | Mertens, Darevsky & Klemmer, 1967    | 0         | zmije Latifova    | Írán: vysoko položená údolí Albrozu. |
| V. lotievi       | Nilson et al., 1995                  | 0         | zmije podhorská   | Vysoko položená místa Velkého Kavkazu: Rusko, Gruzie, Ázerbájdžán. |
| V. monticola     | Saint-Girons, 1954                   | 0         | zmije horská      | Vysoký Atlas, Maroko. |
| V. nikolskii     | Vedmederja, Grubant & Rudajewa, 1986 | 0         | zmije ukrajinská  | Střední(centrální) Ukrajina. |
| V. palaestinae   | Werner, 1938                         | 0         | zmije palestinská | Sýrie, Jordán, Izrael a Libanon. |
| V. pontica       | Billing, Nilson & Sattler, 1990      | 0         | zmije pontská     | Vyskytuje se pouze v Údolí Čoroch, severovýchodní Turecko. |
| V. raddei        | Boettger, 1890                       | 0         |                   | Východní Turecko, severozápadní Írán, Arménie, Ázerbájdžán a patrně i Irák. |
| V. seoanei       | Lataste, 1879                        | 1         | zmije iberská     | Samý okraj jihozápadní Francie a severní oblast Španělska a Portugalska. |
| V. ursinii       | (Bonaparte, 1835)                    | 0         | zmije stepní      | Jihovýchodní Francie, východní Rakousko (vyhynulý), Maďarsko, centrální Itálie, Chorvatsko, Bosna a Hercegovina, severní a severovýchodní Albánie, Rumunsko, severní Bulharsko až východní Čína (Sin-ťiang).   |
| V. wagneri       | Nilson & Andrén, 1984                | 0         | zmije Wagnerova   | Pohoří východního Turecka a přiléhající severozápad Íránu. |
| V. xanthina      | (Gray, 1849)                         | 0         | zmije turecká     | Samý východ Řecka až Turecko. |

*) Neobsahuje soujmenovité poddruhy.
T) Typový druh.